# Tore (film)
|  | Denne artikel er oprettet af botten PalnaBot ud fra en ekstern database. Den kan derfor have sproglige fejl eller mangler. Denne skabelon kan fjernes efter kontrol af indholdet. |

Tore er en kortfilm instrueret af Iben Ravn efter manuskript af Iben Ravn, Boris Hansen, Mathias Klok, Iben Ravn.